# Municipio de McNeil
El municipio de McNeil (en inglés: McNeil Township) es un municipio ubicado en el condado de Columbia en el estado estadounidense de Arkansas. En el año 2010 tenía una población de 1493 habitantes y una densidad poblacional de 7,06 personas por km².

## Geografía
El municipio de McNeil se encuentra ubicado en las coordenadas 33°23′8″N 93°10′17″O / 33.38556, -93.17139. Según la Oficina del Censo de los Estados Unidos, el municipio tiene una superficie total de 211.47 km², de la cual 211,16 km² corresponden a tierra firme y (0,15 %) 0,31 km² es agua.

## Demografía
Según el censo de 2010, había 1493 personas residiendo en el municipio de McNeil. La densidad de población era de 7,06 hab./km². De los 1493 habitantes, el municipio de McNeil estaba compuesto por el 50,1 % blancos, el 47,96 % eran afroamericanos, el 0,13 % eran amerindios, el 0,27 % eran asiáticos, el 0,54 % eran de otras razas y el 1 % eran de una mezcla de razas. Del total de la población el 1,21 % eran hispanos o latinos de cualquier raza.